# Henry Z. Jones Jr.
Henry Z. Jones Jr, noto anche con lo pseudonimo di Hank Jones (Oakland, 3 giugno 1940), è un attore statunitense, membro dell'American Society of Genealogist. Noto per i suoi libri sull'immigrazione tedesca in Inghilterra, Irlanda e Stati Uniti.

## Filmografia

### Cinema
- Village of the Giants, regia di Bert I. Gordon (1965)
- The Young Warriors, regia di John Peyser (1967)
- Il fantasma del pirata Barbanera (Blackbeard's Ghost),  regia di Robert Stevenson (1968)
- Tora! Tora! Tora!, regia di Richard Fleischer (1970)
- Herbie il Maggiolino sempre più matto (Herbie Rides Again), regia di Robert Stevenson (1974)
- La gang della spider rossa (No Deposit, No Return), regia di Norman Tokar (1976)
- Quello strano cane... di papà (The Shaggy D.A.), regia di Robert Stevenson (1976)
- Il gatto venuto dallo spazio (The Cat from Outer Space), regia di Norman Tokar (1977)

### Televisione
- Io e i miei tre figli (My Three Sons) – serie TV, 7 episodi (1964-1966)
- Tre nipoti e un maggiordomo (Family Affair) – serie TV, episodio 3x03 (1968)
- La famiglia Smith (The Smith Family) – serie TV, episodio 2x23 (1972)
- I Jefferson (The Jeffersons) – serie TV, episodio 6x13 (1980)

## Doppiatori italiani
- Massimo Turci in Il fantasma del pirata Barbanera